# Мендес-Франс, Пьер
Пьер Мендес-Франс (фр. Pierre Mendès France; 11 января 1907, Париж — 18 октября 1982, Париж) — французский левоцентристский политический деятель, занимал важные государственные посты в Третьей и Четвёртой республике.

## Биография
Из иудео-португальской (сефардской) семьи. Получил юридическое образование. В начале 1930-х годов вступил в партию радикалов. В 1932—1938 годах занимал пост мэра г. Лувье. В 1932—1940 и 1946—1958 годах — депутат Национального собрания. В 1938 году — заместитель министра финансов в правительстве Леона Блюма.
В начале Второй мировой войны Мендес-Франс добровольно вступил во французские ВВС, а с 1942 года (после двух побегов — из немецкого плена, а затем из тюрьмы в Марокко) служил военным летчиком в авиации «Сражающейся Франции». В ноябре 1943 года вошёл в состав сформированного в Алжире Французского Комитета национального освобождения (ФКНО), в котором занял должность комиссара финансов. В 1944 году получил пост министра национальной экономики в первом Временном правительстве генерала де Голля. Из-за разногласий с политикой, проводимой правительством в финансово-экономической области, в апреле 1945 года подал в отставку.
Как член партии радикалов, Пьер Мендес-Франс стал главой правительства 19 июня 1954 года. Он заключил мир, окончивший индокитайскую войну и начал процесс передачи независимости Марокко и Тунису, Это вызвало недовольство среди радикалов, придерживавшихся ультраколониалистских взглядов, считавших, что политика правительства привела к национально-освободительному восстанию, начавшемуся в Алжире 1 ноября 1954 года. Подписав Парижские соглашения 1954 года, Мендес-Франс лишился также поддержки левых сил, которые не простили ему перевооружения Германии. Вотум недоверия правительству Мендес-Франса был вынесен парламентом Франции 5 февраля 1955 года.
В феврале — мае 1956 года входил в социалистическое правительство Ги Молле в должности государственного министра; ушел в отставку в знак несогласия с колониальной политикой правительства в Алжире.
Пьер Мендес-Франс был лидером левого крыла партии радикалов, которому противостояло консервативное крыло под руководством Эдгара Фора. В 1959 году будучи несогласным с политикой правого крыла партии радикалов, Мендес-Франс вышел из неё, и в 1960 году стал членом Объединённой социалистической партии.
С 1947 по 1958 год являлся управляющим Международного валютного фонда и заместителем управляющего Международного банка реконструкции и развития (1948-58).
В честь Мендес-Франса в 1992 году была выпущена монета достоинством 5 франков.

## Правительства Мендес-Франса

### Первое министерство Мендес-Франса, 19 июня 1954 — 20 января 1955
- Пьер Мендес-Франс — председатель Совета Министров и министр иностранных дел;
- Мари-Пьер Кёниг — министр национальной обороны и вооруженных сил;
- Франсуа Миттеран — министр внутренних дел;
- Эдгар Фор — министр финансов, экономических дел и планирования;
- Морис Буржес-Монури — министр торговли и промышленность;
- Эжен Клод-Пти — министр труда и социального обеспечения;
- Эмиль Юг — министр юстиции;
- Жан Бертуэн — министр национального образования;
- Эмманюэль Темпль — министр по делам ветеранов и жертв войны;
- Роже Юде — министр сельского хозяйства;
- Робер Бурон — министр по делам заграничной Франции;
- Жак Шабан-Дельмас — министр общественных работ, транспорта и туризма;
- Луи Ожула — министр здравоохранения и народонаселения;
- Морис Лемэр — министр восстановления и жилищного строительства;
- Кристиан Фуше — министр марокканских и тунисских дел;
- Ги Ла Шамбре — министр отношений с государствами-партнерами.

### Изменения
- 14 августа 1954 — Эмманюэль Темпль наследует Кёнигу как министр национальной обороны и вооруженных сил. Морис Буржес-Монури наследует Шабану-Дельмасу как и. о. министра общественных работ, транспорта и туризма. Эжен Клод-Пти наследует Лемэру как и. о. министра восстановления и жилищного строительства.
- 3 сентября 1954 — Жан Массон наследует Темплю как министр по делам ветеранов и жертв войны. Жан-Мишель Гюрен де Бомон наследует Югу как министр юстиции. Анри Ульве наследует Буржесу-Монури как министр торговли и промышленности. Жак Шабан-Дельмас наследует Буржесу-Монури как министр общественных работ, транспорта и туризма и Клод-Пти как министр восстановления и жилищного строительства. Луи Ожула наследует Клод-Пти как министр труда и социального обеспечения. Андре Монтей наследует Ожула как министр здравоохранения и народонаселения.
- 12 ноября 1954 — Морис Лемэр наследует Шабану-Дельмасу как министр восстановления и жилищного строительства.

### Второе министерство Мендес-Франса, 20 января 1955 — 23 февраля 1955
- Пьер Мендес-Франс — председатель Совета Министров;
- Эдгар Фор — министр иностранных дел;
- Жак Шевалье — министр национальной обороны;
- Морис Буржес-Монури — министр вооружённых сил;
- Франсуа Миттерран — министр внутренних дел;
- Робер Бурон — министр финансов, экономических дел и планирования;
- Анри Ульве — министр торговли и промышленность;
- Луи Ожула — министр труда и социального обеспечения;
- Эмманюэль Темпль — министр юстиции;
- Раймон Шмиттлэн — министр торгового флота;
- Жан Бертуэн — министр национального образования;
- Жан Массон — министр по делам ветеранов и жертв войны;
- Роже Юде — министр сельского хозяйства;
- Жан-Жак Жюгла — министр по делам заграничной Франции;
- Жак Шабан-Дельмас — министр общественных работ, транспорта и туризма;
- Андре Монтей — министр здравоохранения и народонаселения;
- Морис Лемэр — министр восстановления и жилищного строительства;
- Кристиан Фуше — министр марокканских и тунисских дел;
- Ги Ла Шамбре — министр отношений с государствами-партнерами.